# 양산 통도사 극락암 석조관음보살좌상
양산 통도사 극락암 석조관음보살좌상(梁山 通度寺 極樂庵 石造觀音菩薩坐像)은 대한민국 경상남도 양산시 하북면 지산에 있는 조선시대의 양산통도사극락암석조관음보살좌상이다. 2005년 10월 13일 경상남도의 문화재자료 제383호로 지정되었다.

## 개요
통도사 극락암 무량수전에 안치되어 있는 이 관음보살상은 양손을 모아 복전(腹前)에 두고 왼손바닥에는 현재 정병이 놓여 있다.
신체에 비해 두부가 매우 큰 반면 어깨폭은 좁다. 머리에 착용한 보관은 상단부가 팔엽형의 곡선을 이루며, 보관 전면과 측면에는 당초문이 장식되어 있다. 정부에는 보계가 솟아올라 있으며, 보계의 아래부분에는 금색띠를 둘러 마무리를 하였으며, 귀 볼을 거쳐 흘러내린 보발은 양쪽 어깨 위에서 둥근 원을 이루며 세 가닥으로 흘러내리고 있다.
발제선을 따라 보관 아래에 노출된 머리카락은 갈래를 나눠 구분하고 머릿결은 마치 빗으로 빗은 듯 음각선으로 나타내었으나, 그 간격이 균일하지 못하다.
고개를 아래로 약간 숙인 얼굴은 길이에 비해 폭이 넓은 방형(面長:面幅=8.3:10.9cm)으로, 이마는 편평하고 넓게 처리하였고, 작고 가는 눈은 수평상으로 얕게 새겼으며, 낮은 코는 콧볼 좌우를 얕게 선각하였으나, 콧구멍은 별도로 표현하지 않았다.
입술 역시 얕게 새겼는데, 윗입술을 아랫입술보다 약간 두껍게 처리하였으며, 양쪽 끝이 살짝 올라가면서 약간 패여 미소를 머금은 듯하다. 무릎 위에 둔 양손은 오른손 위에 왼손을 겹친 상태로, 왼손 위에 작은 정병을 받치고 있다.
착의는 양어깨 위로 폭이 좁은 숄 형태의 천의를 걸쳤는데 배면은 완만한 U자 상의 이단(二段)으로 주름잡힌 상태이다. 양쪽 겨드랑이 아래로 흘러내린 천의 자락은 팔꿈치 아래로 동그랗게 원을 그리고 다시 팔목 위를 거쳐 아래로 흘러내렸으며, 양쪽 어깨에 드리워진 천의의 끝자락은 살짝 외반된 상태이다. 팔목에 두른 천의 두께는 2cm 이상으로 꽤 두껍게 처리하였는데 조선후기 석조 재질에 보이는 현상이기도 하다.
가슴에는 꽃잎처럼 주름잡힌 승각기가 드러나 있다. 하반신을 감싼 군의는 양쪽 발 좌우로 2조의 의습선이 균일한 간격을 이루며 새겨져 있으나, 자연스럽지 못하고 형식적으로 딱딱하게 처리된 상태이다.
보살상의 손발은 매우 작고 뭉퉁하게, 손톱은 얕게 음각하여 처리하였는데, 이 또한 조선후기 석조상에서 보이는 현상이라 할 수 있다.

## 참고 자료
- 양산통도사극락암석조관음보살좌상 - 국가유산청 국가유산포털